# Francesc Lucchetti i Farré
Francesc Lucchetti i Farré (Barcelona, 22 d'agost de 1944 - Barcelona, 7 de juny de 2017) fou un actor català.
També va fer de guionista de sèries com Poblenou o Nissaga de poder. Era germà dels també actors Alfred Lucchetti i Antoni Lucchetti.
Va començar en el món del teatre independent amb companyies com La Pipironda, el TEC o el GTI. Al llarg de la seva carrera, va participar en moltes obres de teatre, entre les quals, Marat Sade, de Peter Weiss; El cafè de la marina, de Josep M. de Sagarra; Maria Rosa, d'Àngel Guimerà.
En televisió, va aparèixer a La Riera, Poblenou i Laberint d'ombres i va escriure guions per a Poblenou i Nissaga de poder, entre d'altres. Va treballar com a actor cinematogràfic en tres llargmetratges. També va escriure una obra de teatre, Mal viatge, el 1989.